# Robert Fano
Pour les articles homonymes, voir Fano.
Robert Mario Fano, né Roberto Mario Fano le 11 novembre 1917 à Turin (Piémont) et mort le 13 juillet 2016 à Naples (Floride), est un informaticien américain d'origine italienne et l'un des pionniers de la théorie de l'information et de l'informatique en temps partagé.

## Biographie
Robert Fano est fils du mathématicien Gino Fano et frère du physicien Ugo Fano.
Il est à l'origine, avec Claude Shannon, du codage de Shannon-Fano.
Il est un membre de l'Académie nationale d'ingénierie américaine au sein de la National Academy of Sciences.

## Distinction reçue
En 1976, Robert Fano reçoit le prix Claude Shannon pour son travail sur la théorie de l'information.

## Publications
- (en) George L. Ragan, éd., Microwave Transmission Circuits, vol. 9 de la Radiation Laboratory Series, comme co-auteur, McGraw-Hill, New York, 1948.
- (en) Electromagnetic Energy Transmission and Radiation, avec Lan Jen Chu et Richard B. Adler, Wiley, New York, 1960.
- (en) Electromagnetic Fields, Energy, and Forces, avec Chu et Adler, Wiley, New York, 1960.
- (en) Transmission of Information: A Statistical Theory of Communications, Wiley et MIT Press, New York, 1961.

## Note et référence
1. ↑  « https://archivesspace.mit.edu/repositories/2/resources/906 »
2. ↑  (en) « Robert Fano, computing pioneer and founder of CSAIL, dies at 98 », sur eecs.mit.edu, 15 juillet 2016
3. ↑  (en) « Claude E. Shannon Award », sur itsoc.org